# Burg Rottenegg
Burg Rottenegg (auch Rotteneck) ist eine abgegangene Burg in Rottenegg (Geisenfeld), einem Ortsteil der Stadt Geisenfeld im oberbayerischen Landkreis Pfaffenhofen an der Ilm. Die Anlage wird als Bodendenkmal unter der Aktennummer D-1-7336-0009 im Bayernatlas als „Burgstall des Mittelalters und mittelalterliche und frühneuzeitliche Befunde im Bereich der Kath. Bergkirche Hl. Kreuz von Rottenegg“ geführt.

## Geschichte
Am Ort, welcher ursprünglich Schermbach hieß, war von 1169 bis 1279 das Geschlecht der Grafen von Rotteneck, Abkömmlinge der Herrn von Abensberg ansässig. Um 1220 errichtete Graf Meinhard von Rotteneck, ein Enkel von Gebhard I. von Abensberg, auf dem so genannten Hofberg die Feste Mainburg und legte somit unter anderem den Grundstein für die Errichtung der Stadt Mainburg. Der letzte Abkömmling des Geschlechts, Bischof Graf Heinrich von Rotteneck zu Regensburg, veräußerte am 21. August 1279 die Burg Rotteneck mit allen Besitzungen, darunter auch die in Mainburg an Herzog Ludwig II. zu Gunsten seiner Domkirche. Aus der Burg und Grafschaft Rotteneck bildete sich später das Pflegegericht Mainburg. Die Burg Rotteneck wurde 1551 ausgebaut, 1705 im Spanischen Erbfolgekrieg zerstört und in den Jahren 1722 bis 1724 abgebrochen.

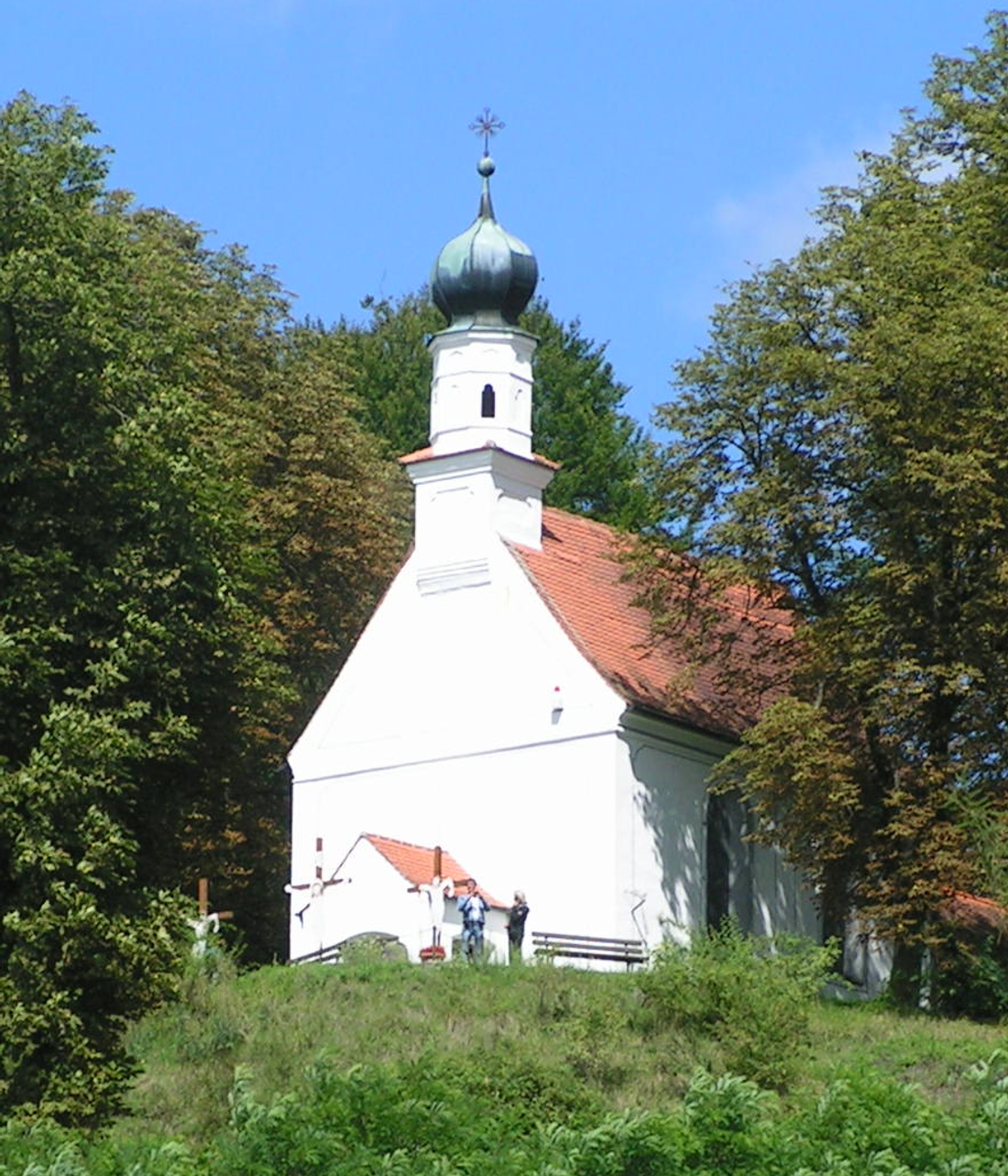
Bergkirche auf dem Burgberg

1722 wurde auf dem Standort der Burg die Bergkirche erbaut. Erhalten von der Burg sind nur geringe Wall- und Grabenreste auf dem Geländesporn über dem Ort. Die Burgstelle besitzt ein künstlich abgesteiltes Kernwerk mit einer ovalen Oberfläche.